# Rappehorn
Il Rappehorn (3.158 m s.l.m. - detto anche Mittaghorn) è una montagna delle Alpi del Monte Leone e del San Gottardo nelle Alpi Lepontine.

## Descrizione
La montagna si trova non lontano dal confine con l'Italia a lato della Binntal. Poco a sud della montagna si trova l'Ober Rappehorn (o Corno Nero - 3.176 m).